# 中川末吉

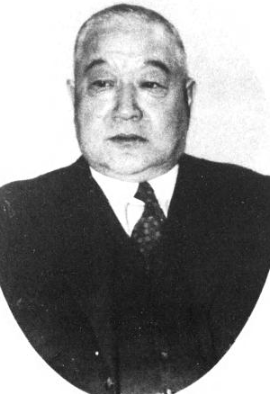
中川末吉

中川 末吉（なかがわ すえきち、1874年（明治7年）11月6日 - 1959年（昭和34年）4月9日）は、大正・昭和時代の実業家。古河財閥の幹部として、古河電気工業社長、日本軽金属社長などを務めた。旧姓・赤塚。

## 略歴
滋賀県高島郡下古賀村（現在の滋賀県高島郡安曇川町字下古賀）の庄屋の五男として生まれる。地元の小学校を卒業後、隣村の村役場の雑用係として働いていたが、足尾銅山の調馬係・中川武三に請われて養子となり、1889年に琵琶湖疏水工事に従事していた人夫400人を足尾銅山に移す作業を武三と請け負い、その会計と日誌係を担当する。
銅山の経営者・古河市兵衛の誘いで、日本橋瀬戸物町の市兵衛の店で働きはじめ、23歳くらいの頃、向学心が認められて商工中学校や早稲田専門学校へも通ったが、井上公二、岡崎邦輔、山口熊野ら店の上司たち同様米国留学を希望し、中退して1903年に渡米、ペンシルベニア大学、エール大学で学び、6年間滞在する。
帰国後、足尾銅山の営業部販売係長、本社電線係長を務め、フィリピン、インド、オーストラリアへ海外販路開拓にも出向く。1914年に横浜電線常務に就任、1917年古河銀行発足に当たり専務取締役に就任、1921年、古河電気工業専務（のち社長）、1924年横浜護謨製造社長、富士電機社長となる。1940年に日本軽金属社長、古河合名理事も歴任し、横浜商議所会頭も務めた。戦後は公職追放され、1951年の解除後は古河系企業相談役となった。

## 家族
- 父・赤塚又左衛門 - 農業、酒造業。子に六男三女[2]。
- 妻・中川とみ（1876年生） - 足尾鉱長・木村長兵衛の娘だが、5歳で古河市兵衛の養女となる[3][4]。兄に旭電化工業社長で古河財閥幹部の鈴木市之助、弟に吉村万治郎[5][3]。
- 長女・中川すみ（1901年生） - 婿に中川勝富（子爵板倉勝弼の子、1892年生）。